# من نیز می‌خواهم تو را دوست بدارم
«من نیز می‌خواهم تو را دوست بدارم» (به انگلیسی: I'm Gonna Love You Too)، ترانه‌ای از گروه موسیقی موج نو آمریکایی بلاندی است. این ترانه، در آلبوم سال ۱۹۷۸ گروه، خطوط موازی، قرار گرفت و نیز به عنوان یک تک‌آهنگ در سپتامبر ۱۹۷۸ عرضه شد. این ترانه در اصل در سال ۱۹۵۷ به وسیلهٔ بادی هالی ضبط شد و در دومین آلبومش با عنوان مشابه اسمش، بادی هالی، قرار گرفت و نیز به عنوان یک تک‌آهنگ پخش شد. این آهنگ به وسیلهٔ جو بی. مالدین، نیکی سالیون که هر دو از اعضای گروه هالی با نام کریکتس بودند و نرمن پتی، مدیر آغازین هالی و نیز مدیر ضبط، نوشته شده بود.
نسخهٔ بلاندی این ترانه به ۱۰ تای برتر جدول موسیقی تک‌آهنگ‌های هلند راه یافت.
نسخهٔ تقلیدی بلاندی از این ترانه، تقریباً بیست سال پس از نسخهٔ اصلی ضبط شد و به عنوان تک‌آهنگ اصلی از سوی کریسلیس رکوردز برای تبلیغ خطوط موازی در ایالات متحده در نظر گرفته شد. موفق‌ترین ترانهٔ آلبوم پیشین گروه، خطوط موازی، نسخهٔ تقلیدی آنان از ترانهٔ «دینیس» اثر رندی اند ده رینبوز بود. اما این بار با عدم موفقیت این ترانه، به عنوان اشتباهی بزرگ از سوی شرکت ناشر شناخته شد-- «من نیز می‌خواهم تو را دوست بدارم» هیچ‌گاه رتبه‌ای را در ایالات متحده به دست نیاورد. بالاخره این ترانه به عنوان یک تک‌آهنگ در تعداد محدودی کشور دیگر در اواخر ۱۹۷۹ به عنوان پنجمین و ششمین تک‌آهنگ از خطوط موازی بعد از این‌که «از این عکس بگیر»، «منتظر پای تلفن»، «قلب شیشه»، «دختر یک‌شنبه» و «یک راه یا دیگری» دورهٔ موفقیت آنان را در جدول‌ها طی کرده بود، عرضه شد.
در سال ۲۰۰۷، یک نسخهٔ نماهنگ خانگی اثر پل مک‌کارتنی که در حال خواندن یک نسخهٔ آوازی از این ترانه است، در منوی گاه‌نگاری اولین دیسک آخرین دی‌وی‌دی او، سال‌های مک‌کارتنی، قرار گرفت.

## پیشینهٔ پخش
‎US 7" (CHS 2251)‎
1. «I'm Gonna Love You Too» (جو بی. مالدین، نرمن پتی، نیکی سالیون) – ۲:۰۳
2. «Just Go Away» (دبرا هری) – ۳:۲۱